# ساكن محمد امقرش (الوضيع)

تعديل مصدري - تعديل

ساكن محمد امقرش هي إحدى قرى عزلة  الوضيع بمديرية الوضيع التابعة لمحافظة أبين، بلغ تعداد سكانها 81 نسمة حسب تعداد اليمن لعام 2004.